# Église Saint-Nicolas de Dietwiller
L'église Saint-Nicolas est un monument historique situé à Dietwiller, dans le département français du Haut-Rhin.

## Localisation
Ce bâtiment est situé à Dietwiller.

## Historique
L'édifice fait l'objet d'une inscription au titre des monuments historiques depuis 1937.